# زن دوران نوسنگی بلینهاتی
زن دوران نوسنگی بلینهاتی (انگلیسی: Ballynahatty woman) یا خانم دوران نوسنگی بللینهتی اسکلت زن احتمالاً کشاورزی بود که در بریتانیا پیدا‌شد، که تخمین زده می‌شود که او قبل از ۵۰۰۰ سال پیش می‌زیسته‌است.
بررسی‌های توسط علم ژنتیک ثابت کرد که این زن متعلق قبلتر از ۵۰۰۰ سال پیش از لحاظ ژنتیکی متعلق به شرق و از ناحیهٔ ساکنان هلال حاصل‌خیز در عصر برنز بوده‌است. محققان ژنتیک «خانم بلینهاتی» را شاهدی از مهاجرت دسته جمعی به ایرلند در هزاران سال پیش می‌دانند. به گفته محققان، این زن کشاورز موهای مشکی، چشمان قهوه‌ای داشته‌است. تجزیه و تحلیل ژنوم نشان‌می‌دهد مهاجرت انبوه کشاورزان عصر حجر از هلال حاصل‌خیز و ساکنان عصر برنز از شرق، احتمال دارد که پایه و اساس جمعیت سلتیک هم بوده‌باشد.